# سيراكوزيا

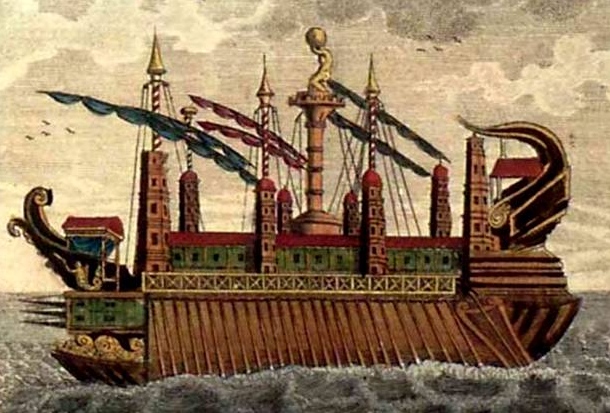
رسم تخيلي لسيراكوزيا عام 1798.

سيراكوزيا ((باليونانية: Συρακουσία)‏، syrakousía ، حرفيا «من سيراكيوز») كانت سفينة يونانية قديمة يُزعم أحيانًا أنها أكبر سفينة نقل في العصور القديمة. صممها أرخميدس حوالي 240 قبل الميلاد وبناها أرخياس الكورنثي (Archias of Corinth) بأوامر هيرو الثاني السيراكيوزي [الإنجليزية]. قال المؤرخ موشيون الفاسيليسي (Moschion of Phaselis) أنه بإمكان أن تبلغ حمولة سيراكوزيا ما بين 1600 و1800 طن وأن تسع 1942 راكبًا. وقيل إنها حملت أكثر من 200 جندي، إضافة لمنجنيق. يقال إنها كانت كبيرة جدًا بالنسبة لأي ميناء في صقلية، لذا لم تبحر إلا مرة واحدة من سيراكيوز في صقلية إلى الإسكندرية في المملكة البطلمية في مصر، وقُدَّمَت كهدية لبطليموس الثالث. وأعيد تسميتها بالإسكندرية (باليونانية: Αλεξάνδρεια)‏. حجم سيراكوزيا غير معروف على وجه التحديد.